# Перукарські ножиці

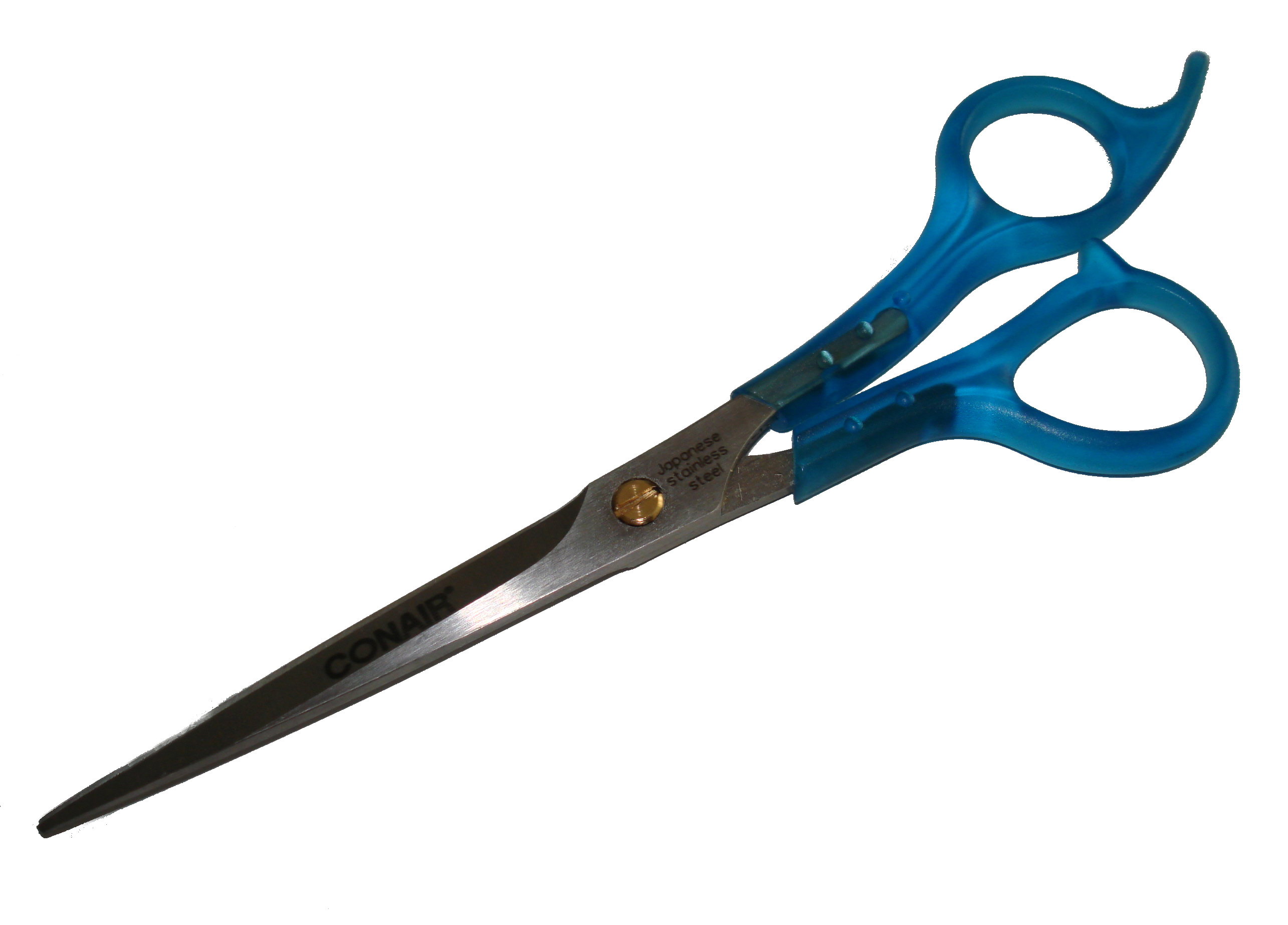
Перукарські ножиці

Перукарські ножиці — ножиці спеціалізовані для стрижки волосся. Вони набагато гостріші ніж звичайні ножиці, і можуть бути від 13 до 18 см завдовжки. Також часто мають видовження прикріплене до одного з кілець для пальців. Це дає користувачу додатковий контроль над підстриганням.

## Філірувальні ножиці

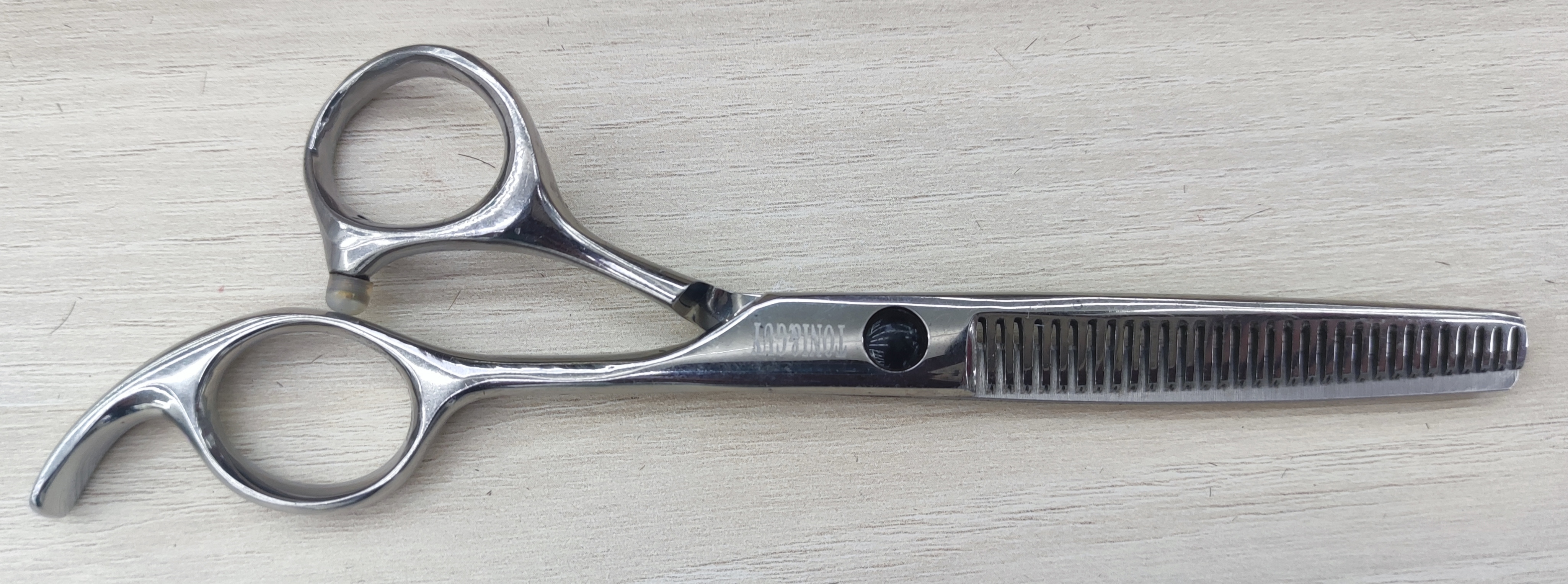
Філірувальні ножиці

Окремим видом перукарських ножиць є філірувальні ножиці, які використовуються для проріджування волосся, щоб створити текстури зачіски, чи зробити перехід в нашарованому волоссі. Ножиці мають два ножі на шарнірі, як і звичайні, але один чи обидва ножі мають зубці як гребінь.